# Qalasy Sätbaev
Qalasy Sätbaev är ett distrikt i Kazakstan.   Det ligger i oblystet Qaraghandy, i den centrala delen av landet, 400 km sydväst om huvudstaden Astana.